# Маркези, Джузеппе
Джузеппе Маркези (итал. Giuseppe Marchesi; 30 июля 1699, Болонья — 16 февраля 1771, Болонья) — итальянский живописец академического направления болонской школы, известный как «Самсон» (Il Sansone) за своё «геркулесовое телосложение».

## Биография
Джузеппе Маркези родился в 1699 году в Болонье, начал учиться рисунку и живописи в молодом возрасте. Его первым учителем до 1719 года был болонский художник Аурелиано Милани. После того как Милани переехал в Рим, Маркези стал учеником Маркантонио Франческини, считавшегося в то время лучшим представителем классического стиля живописи в Болонье.
От Милани Джузеппе Маркези усвоил вкус к изображению атлетических мужских фигур в манере Карраччи, а от Франческини — лёгкость, которую последний имел в изображении женщин, детей и ангелов со светлой кожей и нежным румянцем, что придавало композиции гармонию, близкую стилю рококо.
Первой датированной работой, которую «Самсон» написал за пределами мастерской своего учителя, было «Похищение Елены» (Il Ratto di Елена), которую он создал в 1725 году для «Casa Buratti». Маркези также написал серию картин, изображающих четыре времени года (ныне в Национальной пинакотеке в Болонье).
В 1752 году Джузеппе Маркези был избран председателем (principe) Академии Клементины в Болонье. В «Доме Беккаделли» в Болонье есть несколько комнат на первом этаже, украшенных Витторио Бигари и Джузеппе Маркези. В Палаццо Бовио Сильвестри, Библиотеке Дзамбеккари бывшего монастыря ордена иезуитов (Болонья), также имеются произведения Маркези.

## Галерея

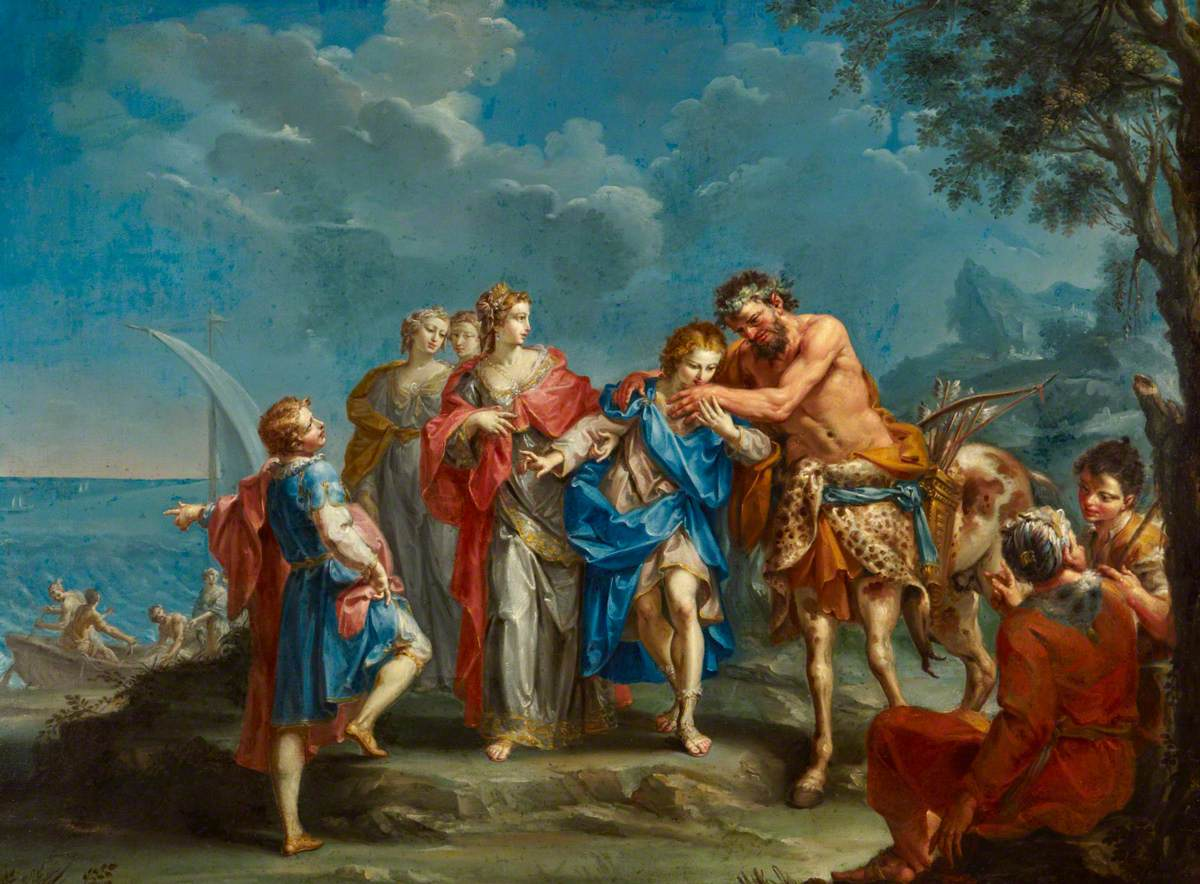
Ахиллес прощается с кентавром Хироном. Ок. 1720. Холст, масло. Национальный фонд, Великобритания
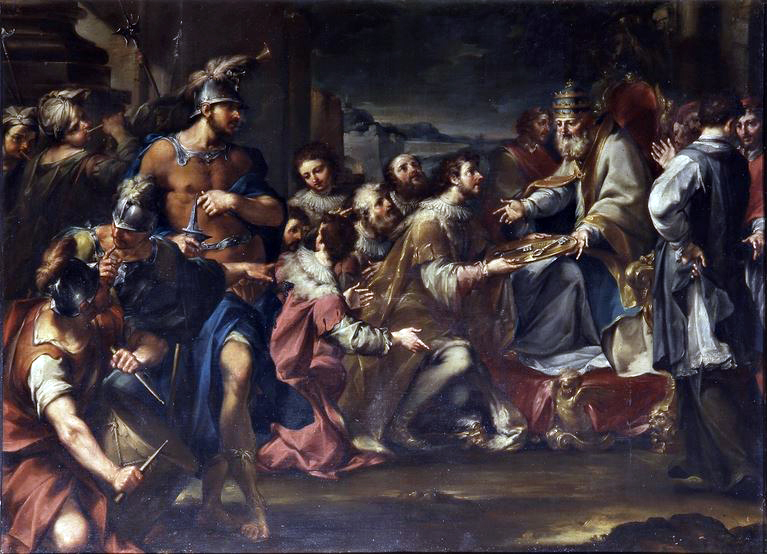
Климент VIII возвращает старейшинам ключи от города Болоньи. Между 1739 и 1740. Холст, масло. Национальная пинакотека, Болонья
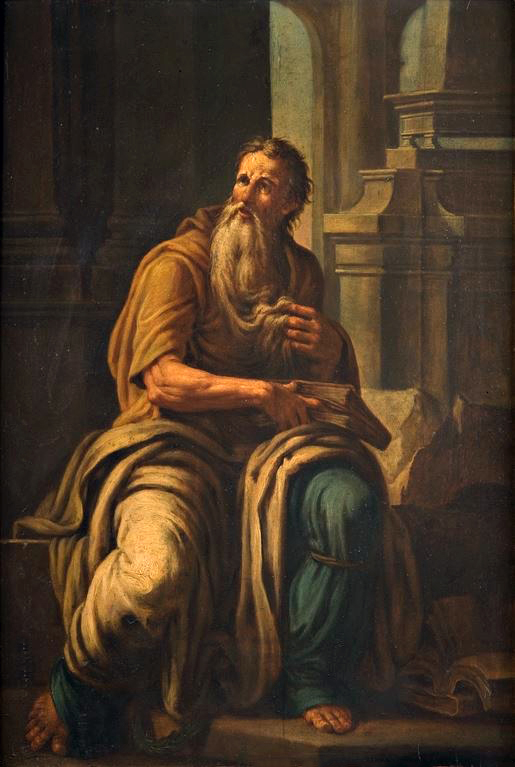
Архимед. Между 1740 и 1741. Холст, масло. Пинакотека Стюарда, Парма
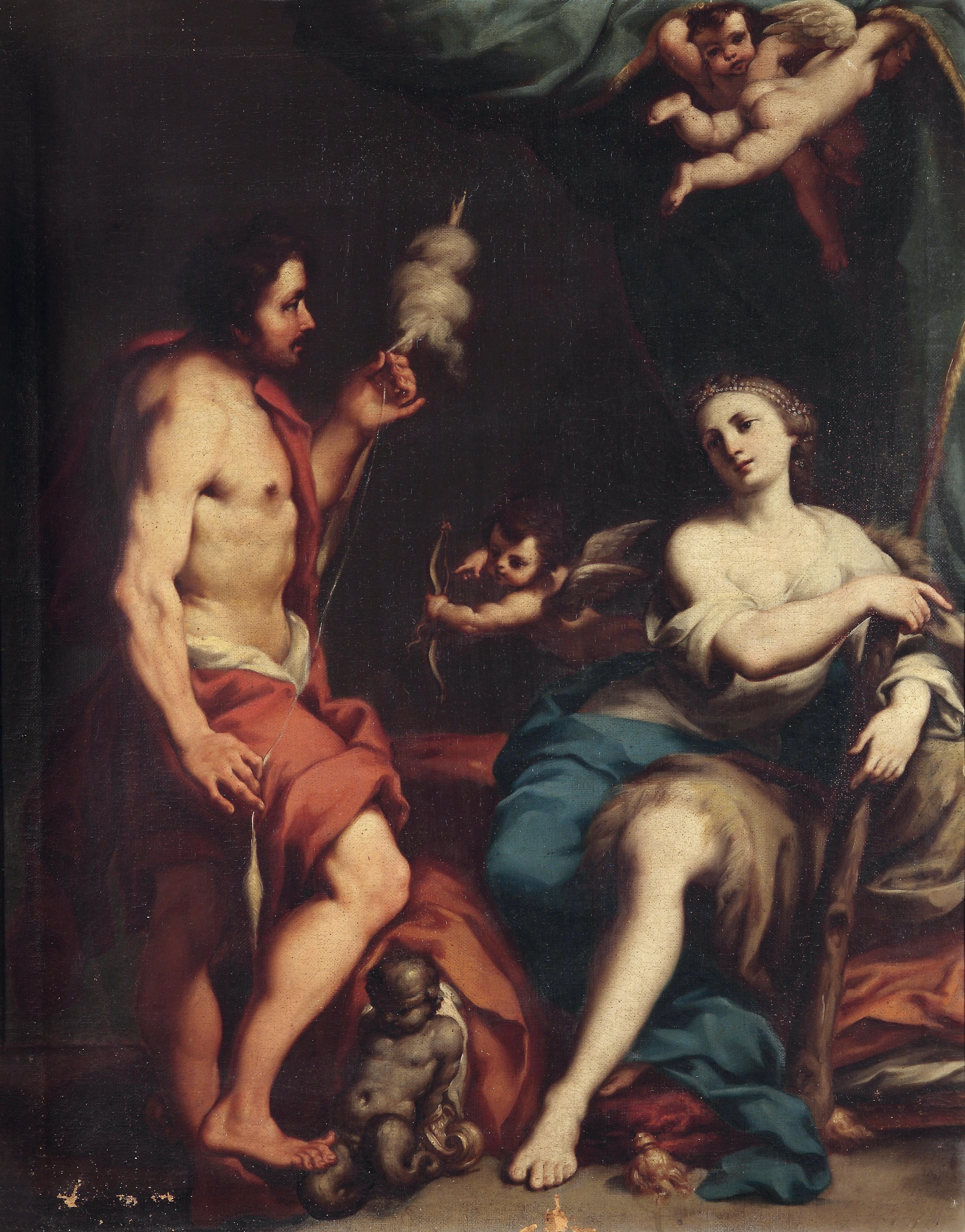
Геркулес и Омфала. Холст, масло. Частное собрание
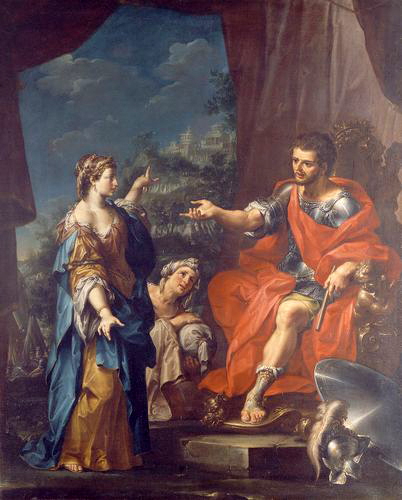
Юдифь перед Олоферном. 1730. Холст, масло. Национальная пинакотека, Болонья
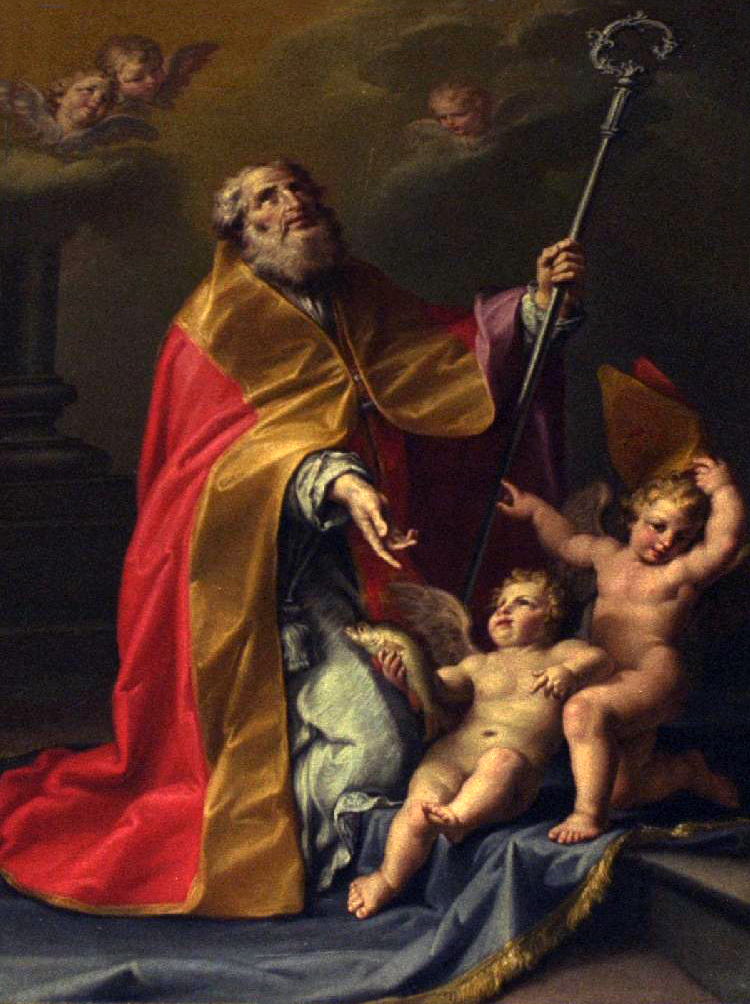
Святой Зенон, епископ Вероны. 1741

## Основные произведения
- Фрески купола церкви Мадонны ди Гальера
- Фрески в оратории Святого Филиппа Нери
- Четыре времени года. Национальная пинакотека Болоньи
- Мадонна с Младенцем и Святой Гертрум. Коллекция Клаудио Ридольфи
- Александр Великий и Диоген
- Похищение Елены. 1725. Палаццо Ментасти
- Климент VIII возвращает старейшинам ключи от города Болоньи. Между 1739 и 1740. Национальная пинакотека, Болонья
- Архимед. Между 1740 и 1741. Пинакотека Стюарда, Парма.